# Pesero

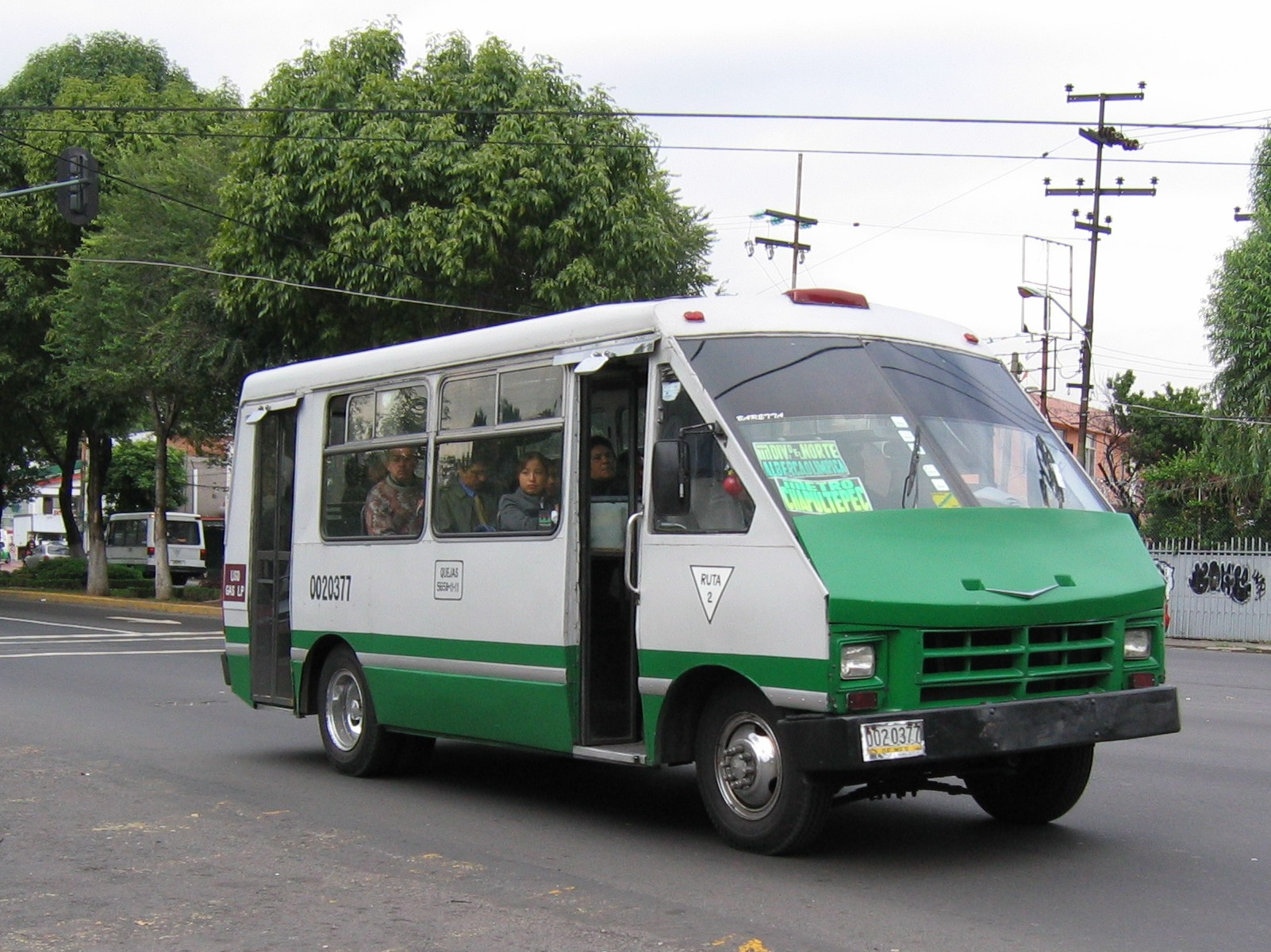
Un classico Pesero

A Città del Messico esistono un numero indefinito di Pesero, minibus che percorrono a velocità le trafficate vie della città trasportando svariati milioni di cittadini ogni giorno. 
Sono così chiamati perché un tempo le corse costavano solo 1 pesos (oggi si va dai 2 pesos ai 5 pesos, a seconda della distanza da percorrere), vi si sale ad ogni angolo di strada con la semplice segnalazione della mano e portano ben visibile sul vetro anteriore il cartello indicante la destinazione.
La loro prima apparizione risale agli anni settanta ma l'espansione è stata continua sino ad arrivare alla cifra stimata nel 2007 di circa 27.000 pesero circolanti. 
Nati come taxi collettivo con l'uso di normali autovetture con capacità tipica sino a 6 passeggeri, il primo ampliamento si ebbe con l'inizio di utilizzo di furgoni in particolare Volkswagen. Da una portata di una dozzina di passeggeri si è arrivati oggi a minibus che possono trasportare circa 50 passeggeri.
Sono particolarmente usati per i trasferimenti dalle fermate della Metropolitana di Città del Messico verso i quartieri periferici della capitale messicana e si stima trasportino circa 12.000.000 di persone al giorno, coprendo all'incirca il 60% del trasporto pubblico urbano.